# Die Chinesin
Die Chinesin ist ein stark von der seit 1966 in China wütenden Kulturrevolution beeinflusster, französischer Spielfilm von Jean-Luc Godard. Er basiert lose auf Fjodor Dostojewskis Roman Die Dämonen von 1872.

## Handlung
Wie häufig bei Godards Arbeiten der ausgehenden 1960er Jahre besitzt auch dieser Film keine Handlung im klassischen Sinne, sondern ist thesenhaft sowie inszenatorisch und farbtechnisch experimentell gestaltet. Im Zentrum des Geschehens stehen fünf junge Menschen, die sich zu einer Kommune zusammengeschlossen haben. Sie eint ihre Unzufriedenheit mit den herrschenden sozialen und politischen Verhältnissen, und sie glauben, diese mit Hilfe von Maos Thesen und in dem Bestreben, einen reinen, systemüberwindenden Sozialismus zu schaffen, in die Praxis umsetzen zu können.
Die Protagonisten sind der Schauspieler Guillaume, die Philosophiestudentin Véronique, der sowjetische Maler Kirilov, die Gelegenheits-Sexarbeiterin Yvonne und Henri, ein Student der Naturwissenschaften. In sprachgewaltigen Sitzungen analysieren sie gesellschaftliche Probleme der Gegenwart, zitieren Marx und Mao, diskutieren über den Sozialismus und den Vietnamkrieg sowie die Notwendigkeit der Anwendung von Gewalt beim Kampf gegen das Establishment. Doch ihre plakative Weltsicht und ihr eigenes Unvermögen lassen die hochtrabenden Pläne allesamt scheitern. Guillaumes Idee von einem „sozialistischen Theater“ nach dem Vorbild der chinesischen Kulturrevolution erweist sich als nicht umsetzbar, Kirilov bringt sich um, und die als Befreiungsmaßnahme geplante Terroraktion gegen den sowjetischen Kultusminister, an der Véronique beteiligt ist, misslingt in surrealistisch-absurder Weise: aufgrund eines Zahlendrehers gerät Véronique an eine andere als die beabsichtigte Tür und sie erschießt den Falschen.
Der Name des von Jean-Pierre Léaud verkörperten Schauspielers Guillaume Meister verweist auf Johann Wolfgang von Goethes einflussreichen Bildungsroman Wilhelm Meisters Lehrjahre von 1795/96. Der Name des Autors steht auch, neben vielen weiteren Persönlichkeiten aus Literatur und Philosophie, auf der Tafel, vor der Guillaume in einer Szene steht. Der Film kann als Parodie eines Bildungsromans interpretiert werden, in der die Figuren, statt sich stetig zu entwickeln und empor zu kämpfen, immer tiefer in der Naivität ihres scheiternden Idealismus versinken.

## Produktionsnotizen
Die Chinesin wurde am 30. August 1967 in Paris uraufgeführt und lief ab dem 18. Januar 1968 in Deutschland.
Bei den Filmfestspielen von Venedig erhielt der Film 1967 den Spezialpreis der Jury. Außerdem war Godard für den Goldenen Löwen nominiert.

## Kritiken
„Jetzt kommt ein Godard-Film in die deutschen Kinos, der in Paris wie in Berlin, in New York wie in Peking Verständnis finden kann: ‚La Chinoise‘ (Die Chinesin), vor ‚Week-End‘ entstanden, schildert Leben und Reden in einer Kommune französischer Jung-Maoisten. Als Anfang 1967 die Gedanken des Vorsitzenden Mao zum Studenten-Bestseller wurden … hatte Godard das Szenario entworfen... ‚La Chinoise‘ heißt die Hauptfigur einer Fünfer-Kommune, die es von der Mao-Meditation zur revolutionären Aktivität treibt. Mit dem Mord an einem sowjetischen Kulturfunktionär namens Scholochow" der zur Verbrüderung in Paris weilt, soll dem Revisionismus ein erster Schlag versetzt werden. Das Los zur Terror-Tat fällt auf die ‚Chinesin‘, Tochter eines Bankiers aus der französischen Provinz. (…) Godard arbeitet, wie zumeist, mit Reportage-Technik, montiert Fakten und Fiktion, Hack-Schnitte erwecken den Eindruck eines Kino interruptum, und Godards treuer Kamera-Kamerad Raoul Coutard baut seine modische Farb-Ästhetik auf das Rot der stets griffbereiten Mao-Bibel. Reden und Rauchen sind die Haupttätigkeiten der Kommunarden, sie teilen sich mit über Kapitalismus, Revisionismus, Brecht und Vietnam, und Godard legt das Protokoll unreflektiert vor. ‚La Chinoise‘, zugleich naiv und künstlich, bietet keine Analyse, sondern bestenfalls Material dafür -- Bruchstücke einer großen Konfusion.“

Reclams Filmführer urteilte: „Godard hat hier eine neue Form filmischer Ausdrucksweise entwickelt, die er später in Filmen wie Le gai savoir und One plus one variierte und gelegentlich überstrapazierte. Hier indessen wirkt das noch frisch und erregend. Die übliche Erzählstruktur wird aufgebrochen. Bilder und Szenen gewinnen ihre Bedeutung nicht mehr aus dem Zusammenhang einer Geschichte, sie sind selbst unmittelbare Aussage. Und ständig wird das Dargestellte als Fiktion, als „nur“ filmische Realität entlarvt. (…) In der Farbgestaltung wird das Rot der „Mao-Bibel“ zum Gestaltungselement. Wortspiele im Text und in Inserts … erhellen schlaglichtartig Zusammenhänge sowie die Position der Darsteller und des Regisseurs.“
Im Lexikon des internationalen Films steht geschrieben: „Als Motto für den Film könnte ein Slogan dienen, der auf einer Wand steht: „Wir müssen verschwommenen Gedanken klare Bilder entgegenstellen“. Die Art, wie das Verhältnis von Kunst und Politik untersucht wird, erinnert an die Lehrstücke Brechts, wobei der Film als „Film im Werden“ gestaltet ist. In der Protesthaltung seiner Person scheint Godard die Studentenunruhen des Mai 1968 vorauszuahnen. Besonders effektvoll ist die Verwendung der Farben, unter denen das Rot der Mao-Bibeln dominiert.“
Filmrezensionen.de meint: „La Chinoise ist ein polyphoner Film, der formell mit allen gängigen Erzähltraditionen bricht. Godard zitiert, montiert, collagiert und kommentiert aus den Bereichen Politik und Kultur, dass dem Zuschauer bisweilen schwindelig wird. Dabei schafft er eine Einheit von Form und Inhalt, beispielsweise zitiert der französische Filmemacher Comics, während sich seine Filmsprache der Comicsprache bedient. Godard spielt den Grundfarben gelb, (vor allem aber) blau und rot und reflektiert darüber im Film. (…) Der Angriff auf die Bourgeoisie wird durch die roten Mao-Bücher, die stellvertretend für die gesamte marxistisch-leninistische Theorie stehen, untermauert. Im Film dienen die Mao-Bücher als Barrikade was darauf hindeutet, dass sich die Angreifer theoretisch hinter den maoistischen Texten verschanzen. Historisch gesehen ist Godards fiktionale Filmrevolution schlichtweg visionär, weil ein Jahr später, im Mai/Juni 1968 eine Gruppe revolutionärer Studenten aus Nanterre in der Tat die Speerspitze der missglückten wirklichen Revolution waren. Offenkundig imitiert Godard in La Chinoise das Brecht’sche Theater.“